# Edgard Poe et ses œuvres

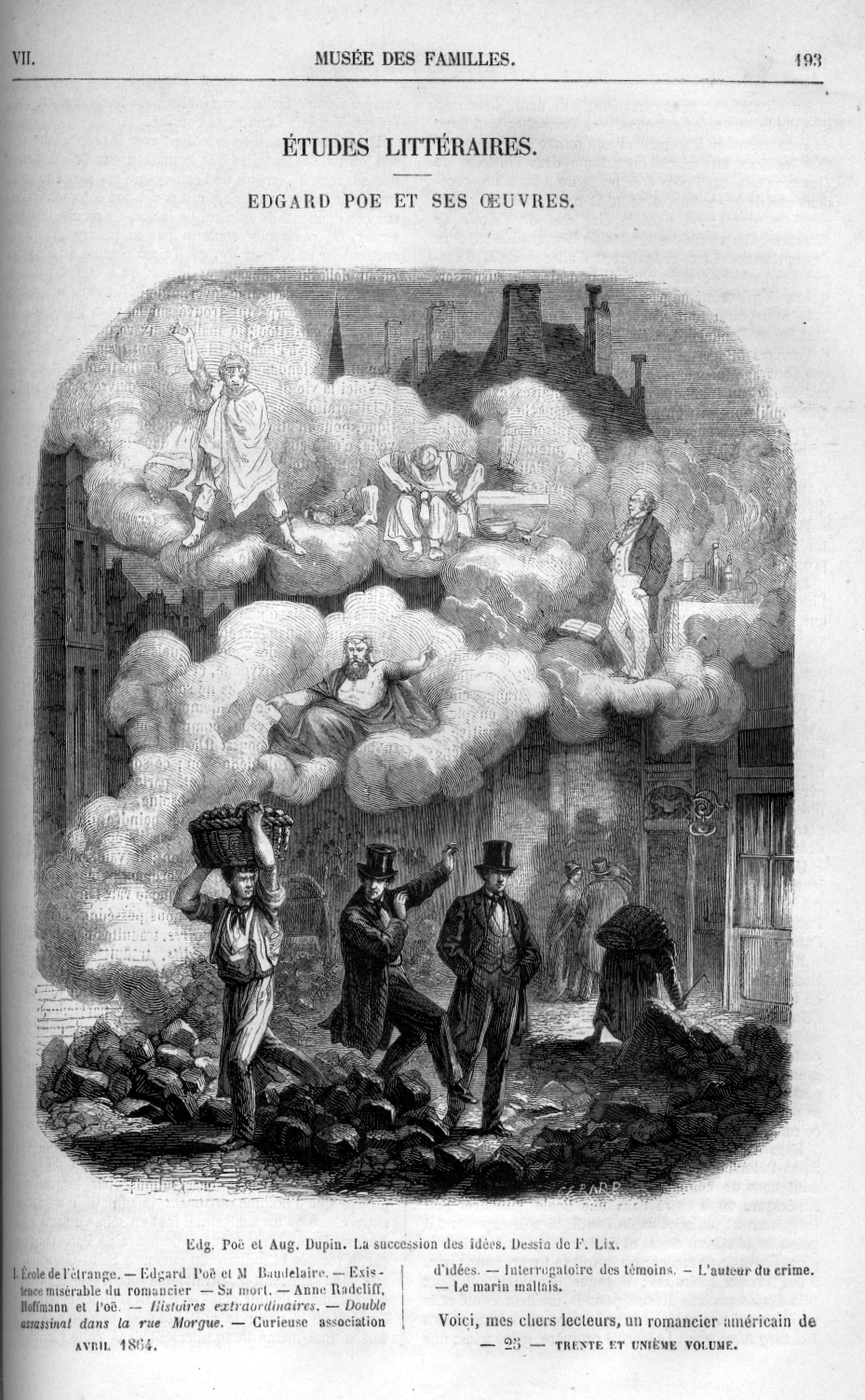
Frontispice de l'étude : « Edgard Poe et Aug. Dupin. La succession des idées », dessin de Frédéric Lix, Musée des familles, 1864.

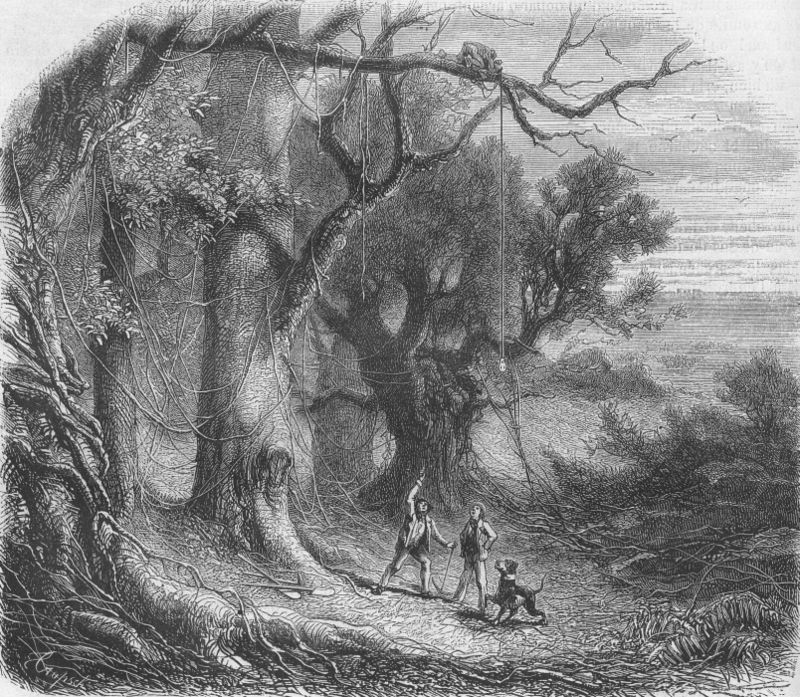
Illustration de Lix et Dargent pour Le Scarabée d'or (Musée des familles, 1864).

Edgard Poe et ses œuvres est la seule étude littéraire de Jules Verne. Le texte fut sans doute écrit vers 1862.
Cette étude sur Edgar Allan Poe parut dans le Musée des familles, XXXIe tome, (no 7), en avril 1864, illustrée par Frédéric Lix et Yan' Dargent.
Le texte commence ainsi :

« Voici, mes chers lecteurs, un romancier américain de haute réputation ; vous connaissez son nom, beaucoup sans doute, mais peu ses ouvrages. Permettez-moi donc de vous raconter l'homme et son œuvre ; ils occupent tous les deux une place importante dans l'histoire de l'imagination, car Poë a créé un genre à part, ne procédant que de lui-même, et dont il me paraît avoir emporté le secret ; on peut le dire chef de l'École de l'étrange ; il a reculé les limites de l'impossible ; il aura des imitateurs. Ceux-ci tenteront d'aller au-delà, d'exagérer sa manière ; mais plus d'un croira le surpasser, qui ne l'égalera même pas. »

## Description
Volker Dehs remarque dans l'étude « des faiblesses indéniables qui inspirent une certaine méfiance. Un tiers du texte est constitué de longs extraits, et plus des trois quarts du reste se limitent à des résumés tantôt très bavards tantôt très brefs, sinon trop réducteurs. 15 % de la totalité du texte seulement est dévolu à des commentaires personnels, ce qui est, après tout, assez décevant » mais il constate que « Si Edgard Poe et ses œuvres est bien un hommage de Jules Verne à l'auteur vénéré, c'est aussi sa contestation littéraire et idéologique. Voilà ce qui fait la valeur très réelle de cette étude... »

### Éditions
- Études littéraires. Edgard Poe et ses œuvres in Musée des Familles no 7, avril 1864, pp. 193-208. Avec 6 illustrations, dont 2 de Frédéric Lix et 4 de Yan' Dargent.
- Edgard Poe et ses œuvres in Jules Verne : Œuvres romancées complètes, vol. 33. Le Sphinx des glaces, éditions Rencontre, Lausanne, 1971, p. 318-343. Avec les illustrations originales.
- Edgard Poe et ses œuvres in Cahiers de l'Herne no 24, Edgar Allan Poe, 1974, p. 318-343
- Edgard Pöe et ses Œuvres, Reims : A l'écart, 1978, postface de Claude Auriant, fac-similé du Musée des familles.
- Edgard Poe et ses œuvres in Textes oubliés, édition 10/18. Union Générale d'Éditions, 1979. Présentation de Francis Lacassin.
- Edgard Poe et ses œuvres, éditions Rumeur des Âges, La Rochelle, 1993. Avec les illustrations originales.
- Edgard Poe et ses œuvres, in Piero Gondolo della Riva, Jules Verne dans le Musée des familles , éditions Paganel, 2020, édition en fac-similé du Musée des familles, p. 120-135
- Edgard Pöe et ses œuvres, édition commentée par Volker Dehs dans Bulletin de la Société Jules-Verne no 201, novembre 2020, p. 57-101